# نادي ريجينا
رابطة ريجينا 1914 الرياضية (بالإيطالية: Associazione Sportiva Reggina 1914)‏ هو نادي كرة قدم من مدينة ريدجو كالابريا في إيطاليا. تأسس عام 1914 تحت مسمى "Unione Sportiva Reggio Calabria"، ثم أخذ مسميات عديدة أخرى حتى استقر على اسمه الحالي .
ملعب الفريق هو ستاديو أوريستي غرانيلو، الذي يسع 27763 متفرج. في السنوات الأخيرة أخذ النادي بالصعود والهبوط في الدوري الإيطالي بين الدرجة A و B. وصل للدرجة الأولى لأول مرة عام 1999، وبعد سنتين هبط للدرجة الثانية، ثم عاد للأولى في عام 2003. يلقب الفريق محلياً "Amaranto".

## إنجازات الفريق
- الدوري الإيطالي الدرجة C (المجموعة الثالثة): 1964/65
- الدوري الإيطالي الدرجة B (المجموعة الثانية): 1994/95

## وصلات خارجية
- الموقع الرسمي